# الحمة (مرسية)
الحَمّة أو حَمّة مرسية (بالإسبانية: Alhama de Murcia) هي بلدية تقع في منطقة مرسية جنوب شرق إسبانيا.

## الديموغرافيا
بلغ عدد سكان بلدية حمة مرسية 20.725 نسمة عام 2011 (وفقاً للمعهد الوطني الإسباني للإحصاء).
| 15.318 | 15.640 | 16.682 | 18.331 | 18.996 | 19.860 | 20.725 |

## أعلام
- بابلو بيرنال